# Na językach (serial telewizyjny)
Na językach (ang. Lip Service) – brytyjski serial telewizyjny produkowany przez Kudos Film and Television na zlecenie BBC Scotland, przedstawiający życie grupy lesbijek w Glasgow (Szkocji). Produkcja serialu rozpoczęła się latem 2009 roku. Pierwszy odcinek wyemitowano 12 października 2010 roku na kanale BBC Three. W maju 2011 rozpoczęły się zdjęcia do drugiej serii, która pojawi się na antenie wiosną 2012 roku.
Główną bohaterką jest Frankie Alan (Ruta Gedmintas), która wraca do Glasgow z Nowego Jorku na pogrzeb ciotki, z którą łączyła ją głęboka więź. Ten nieoczekiwany powrót wprowadza zamęt w życiu byłej dziewczyny, Cat MacKenzie (Laura Fraser), oraz dawnych przyjaciół.

## Obsada
- Laura Fraser jako Cat MacKenzie
- Ruta Gedmintas jako Frankie Alan
- Fiona Button jako Tess Roberts
- Emun Elliott jako Jay Bryan Adams
- James Anthony Pearson jako Ed MacKenzie
- Roxanne McKee jako Lou Foster
- Heather Peace jako Sam Murray
- Natasha O'Keeffe jako Sadie Anderson
- Cush Jumbo jako Becky